# Мозжухин, Юрий Александрович
Юрий Александрович Мозжухин (20 июля 1922, Тбилиси, ЗСФСР — 8 декабря 1993, Москва, Россия) — советский цирковой артист, иллюзионист, почётный член Лондонского магического круга, народный артист РСФСР.

## Биография
Юрий Александрович Мозжухин родился 20 июля 1922 года в Тбилиси. С 14 лет выступал как жонглёр в Красноярском эстрадно-концертном бюро. В 1938 года выступал с номером, в котором сочетал жонглёрские и иллюзионные трюки. Первой стационарной площадкой артиста был балаган, разбитый около колхозного рынка в Алма-Ате. В 1939 году сделал сольную иллюзионную программу в двух отделениях. 
Во время Великой Отечественной войны участвовал во фронтовой бригаде Казахской филармонии. В 1947—1948 годах выступал в «Теаджазе» Бориса Ренского. 
С 1951 года выступал в паре с партнёршей женой Лидией Мозжухиной. Они по очереди демонстрировали иллюзионные трюки. В 1956 году впервые показали фокус с двумя цыплятами, которые неожиданно появляются в зажжённой лампочке. В качестве иллюзионного реквизита, оформленного в стиле хохломы, использовали вёдра, коромысло, матрёшек, самовар. Большинство их иллюзионных трюков являлись авторскими. В одном из номеров из пустой стеклянной коробки извлекали горжетку из меха чёрно-бурой лисицы, которая внезапно превращается в живую лису; в другом — из небольшого ведра доставали большую хрустальную вазу, а затем огромный самовар. Выступали так легко и непринуждённо, что создавали впечатление весёлой игры.
С 1956 года много гастролировали за рубежом, побывали в странах Западной и Восточной Европы, США, в Африке, Латинской Америке, Центральной и Юго-Восточной Азии. 
Умер 8 декабря 1993 года в Москве. Похоронен на Троекуровском кладбище (3 участок, 1 ряд) рядом с женой.

### Семья
- Жена — цирковая артистка, иллюзионистка Лидия Алексеевна Мозжухина (1928—2016), народная артистка РСФСР.

## Награды и премии
- Почётный член Лондонского магического круга (en:The Magic Circle; 1958).
- Заслуженный артист РСФСР (11.10.1979)[1].
- Народный артист РСФСР (21.06.1988).